# Schaby
Schaby – drugi album zespołu Formacja Nieżywych Schabuff wydany w 1991 roku nakładem wydawnictwa Zic Zac.
Jest to pierwszy album grupy po odejściu dotychczasowego lidera i wokalisty Jacka Pałuchy. Rolę pierwszego wokalisty przejął Aleksander Klepacz. Z płyty pochodzą takie przeboje jak: "Baboki", "Faja 89" i "Krótka pieśń o miłości". Realizacja nagrań: Jarosław Regulski. Foto: Marek Kościkiewicz, Wojtek Wieteska. Projekt graficzny: Marek Kościkiewicz.

## Lista utworów
źródło:.
strona A
1. "Chłopski filozof" (muz. i sł. Wojciech Wierus) – 2:57
2. "Między nią nami a czymś takim" (muz. Jacek Otręba – sł. Aleksander Klepacz, Wojciech Wierus) – 3:07
3. "Baboki" (muz. Wojciech Wierus – sł. Robert Bielecki, Aleksander Klepacz, Wojciech Wierus) – 4:18
4. "Zły kosę klepie" (muz. i sł. Wojciech Wierus) – 4:05
5. "Never Leave Me" (muz. Jacek Otręba, Wojciech Wierus – sł. Robert Bielecki) – 3:32

strona B
1. "Melodija" (muz. Jacek Otręba – sł. Aleksander Klepacz, Wojciech Wierus) – 3:08
2. "Hej kochanie" (muz. Wojciech Wierus – sł. Aleksander Klepacz) – 2:50
3. "Bal jasnych ludzi" (muz. R. Ociepa – sł. Robert Bielecki) – 4:42
4. "Gwiazdorzy porannej zorzy" (muz. Jacek Otręba – sł. Aleksander Klepacz, Wojciech Wierus) – 3:19
5. "Człowiek z wysokiego zamku" (muz. Wojciech Wierus – Aleksander Klepacz, Wojciech Wierus) – 5:14

bonusy, wyd. CD
1. "Baboki instrumentalne" – 4:01
2. "Krótka pieśń o miłości" – 3:17
3. "Faja '89" – 3:03

## Twórcy
źródło:
album nagrano w składzie:
- Aleksander Klepacz – śpiew
- Wojciech Wierus – gitary, śpiew
- Jacek Otręba – instrumenty klawiszowe
- Robert Bielecki – perkusja
- Rafał Łuszczyk – gitara basowa
- Jarosław Woszczyna – saksofony, klarnet oraz aranżacje instr. dętych

gościnnie wystąpili:
- Violetta "Fiolka" Najdenowicz – śpiew
- Mirosław Marcisz – trąbka
- Mariusz Pysz – puzon
- Konrad Wojtowicz – obój
- Andrzej Cichoń – fagot